# Zendaya
Zendaya Coleman, dite simplement Zendaya (prononcé : [zənˈdeɪə]), est une actrice, productrice, mannequin, chanteuse et danseuse américaine, née le 1er septembre 1996 à Oakland (Californie).
Elle est révélée, en 2010 à la télévision, par la série de Disney Channel, Shake It Up, puis en 2017 au cinéma par Spider-Man: Homecoming.
Depuis 2019, elle tient le premier rôle de la série Euphoria, diffusée sur HBO et pour laquelle elle obtient le prix de la meilleure actrice dans une série télévisée dramatique aux Emmy Awards de 2020 et de 2022, devenant ainsi la plus jeune lauréate de l’histoire pour ce prix. En 2023, elle remporte le Golden Globe de la meilleure actrice dans une série télévisée dramatique pour Euphoria.

## Biographie

### Enfance et formation
Zendaya Maree Stoermer Coleman,,, dont le prénom signifie « rendre grâce » en shona, langue bantoue du Zimbabwe, est la fille de Claire Stoermer (enseignante, directrice et professeur de théâtre) et de Kazembe Ajamu Coleman (ancien professeur de sport devenu son manager et garde du corps) née le 1er septembre 1996 à Oakland, en Californie. Son père vient d'une famille afro-américaine de l'Arkansas, sa mère a des origines allemande et écossaise,,.
Elle a six demi-frères et sœurs, Latonja, Austin, Julien, Kaylee, Katianna et AnnaBella nés d'une première union de son père.
Plus jeune, Zendaya a joué sur scène plusieurs pièces de Shakespeare, sa mère étant directrice de théâtre. Étudiante à l’Oakland School for the Arts, elle y développe une passion pour le métier d'actrice.

### Débuts et révélation par Disney (2009-2014)

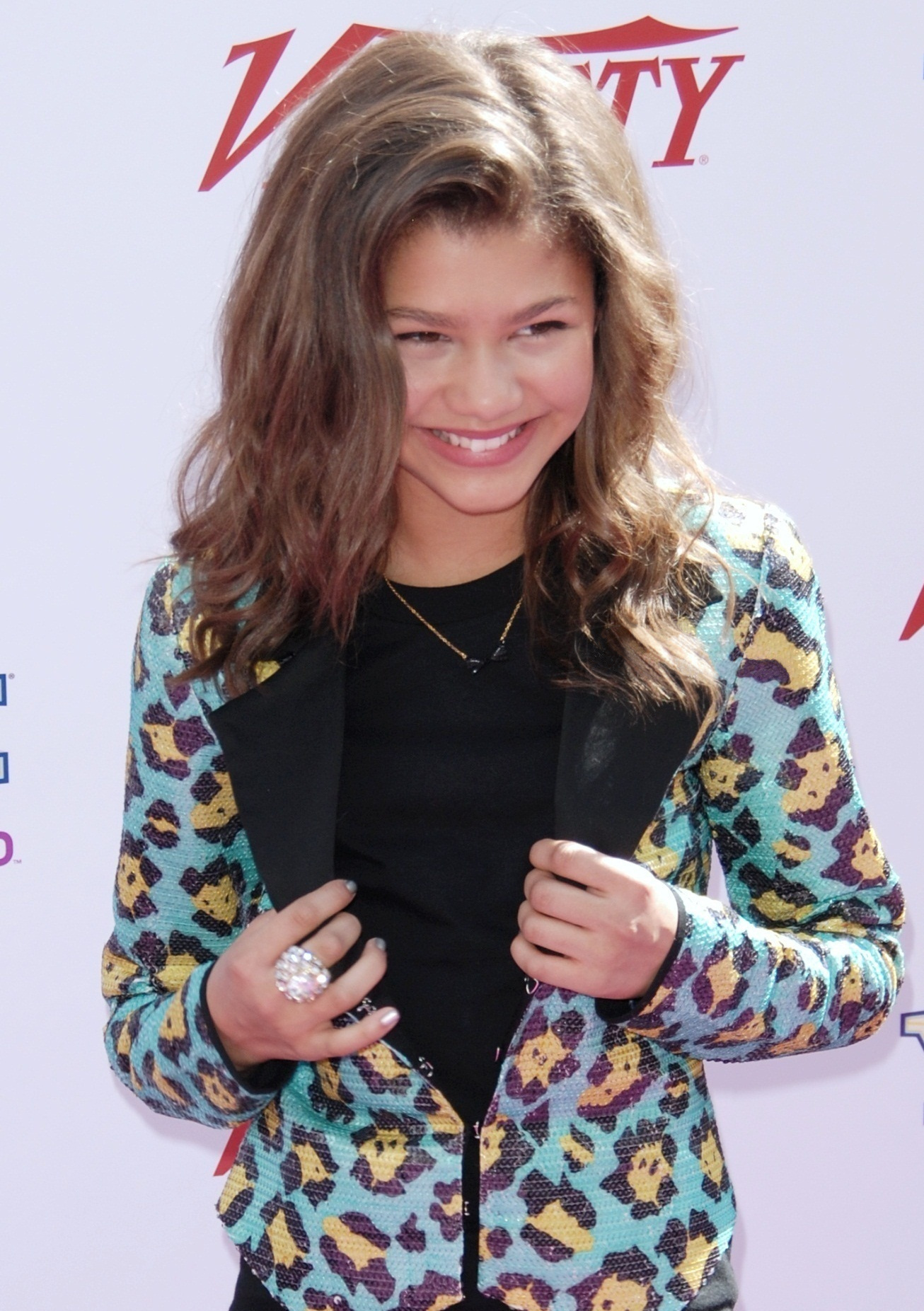
En 2010, lors d'une soirée organisée par Variety.

Zendaya fait sa première apparition le 14 septembre 2009 grâce à une publicité de jouet iCarly, dans laquelle elle tient la vedette avec Stefanie Scott.
Zendaya a commencé sa carrière en tant que mannequin pour Macy's, Mervyns et Old Navy. Elle fait ses débuts en tant qu'actrice en jouant la jeune Ti Moune dans la comédie musicale Once on This Island au Berkeley Playhouse, puis dans une autre comédie musicale Caroline Or Change, au Theaterworks de Palo Alto en Californie.
En 2009, elle met ses talents de danseuse en avant et apparaît dans le clip I'm Gonna Arrive de Sears Commercial, avec Selena Gomez et Leo Howard ainsi que le clip des Kidz Bop pour une nouvelle version du titre Hot n Cold de Katy Perry,.
En 2010, Zendaya décroche le rôle principal de Rocky Blue (Raquel), aux côtés de Bella Thorne (alias CeCe Jones), dans Shake It Up, une série de Disney Channel,. Zendaya Coleman devient alors l'une des Disney Stars les plus riches, avec un salaire de 60 000 $ par épisode.
Parallèlement à ce succès, comme beaucoup d'égéries jeunesses propulsées par Disney, elle se lance dans la musique.
En octobre 2010, Zendaya déclare à Variety : « J'aime chanter et je serais ravie d'enregistrer un album à un moment donné ».

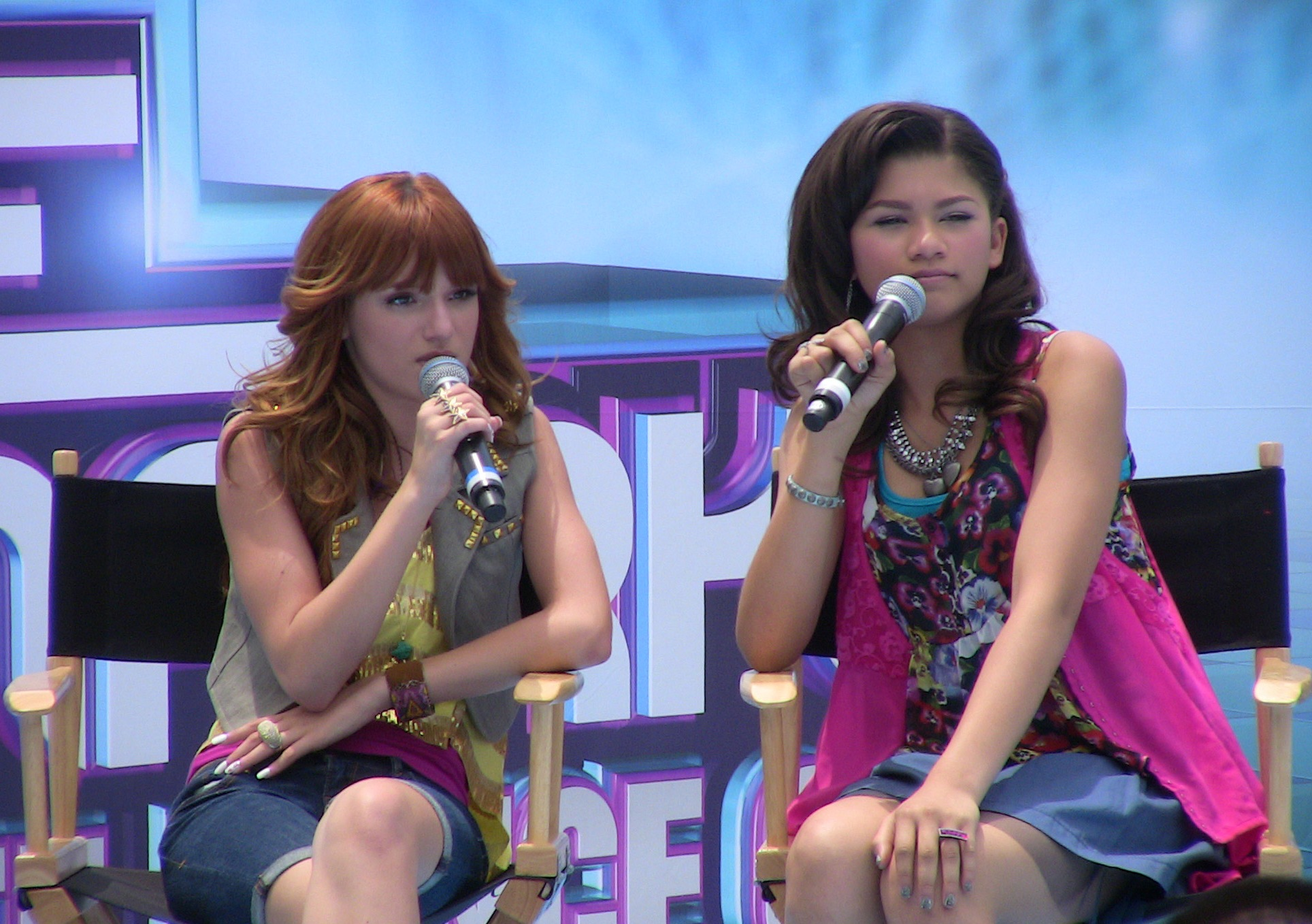
Bella Thorne et Zendaya, en 2011, pour la promotion de la série télévisée Shake It Up.

En 2011, Zendaya interprète Dig Down Deeper à la parade du Macy's Thanksgiving Day.
La même année, Zendaya joue une fille du Sunshine club en faisant la promotion du livre américain From bad to cursed. Pour la publicité, elle a remplacé son expression Don't forget to smile par Stay Sunny, l'expression du livre.
Elle obtient son premier rôle dans un téléfilm en 2012 pour Amiennemies, où elle joue aux côtés de Bella Thorne, sa partenaire de Shake It Up, et de Stefanie Scott, qui a tourné dans Section Genius.

En novembre 2012, elle apparaît dans une pub pour Beat by color avec Will.i.am.

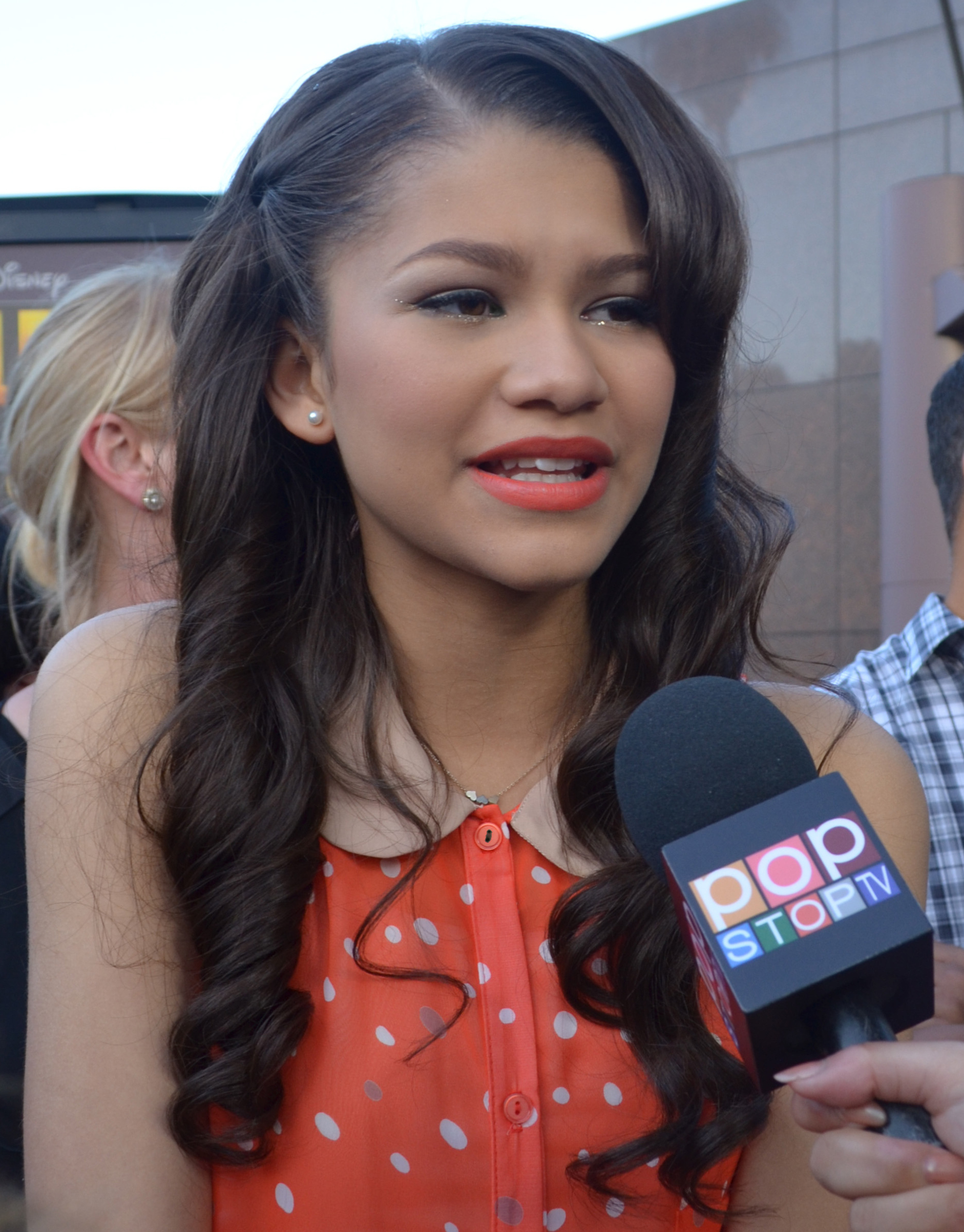
Zendaya, lors de l'avant-première hollywoodienne du téléfilm Let It Shine, en 2012.

En février 2013, Zendaya apparaît dans le clip de Trevor Jackson, Like We Grown.
En mars, elle est sélectionnée pour participer à l'émission Dancing with the Stars aux États-Unis (l'équivalent en France de Danse avec les stars). Zendaya danse aux côtés de Valentin Chmerlovskiy, un danseur chorégraphe professionnel. Elle parvient jusqu'à la finale, où elle arrive en deuxième place face à Jacoby Jones et Kellie Pickler.
Le 17 septembre 2013, elle sort son premier album intitulé Zendaya.
L’année suivante, elle joue le rôle de Zoey Stevens dans le Disney Channel Original Movie, Zapped. Le téléfilm a été diffusé le 27 juin 2014 aux États-Unis et en septembre 2014 en France.
Elle avait été choisie pour interpréter Aaliyah dans un téléfilm consacré à la chanteuse décédée en 2001, mais se désiste pour des raisons de production. Elle est alors remplacée par Alexandra Shipp.
Le 17 octobre 2014, Zendaya a annoncé qu'elle travaillait sur son 2e album. La même année, elle est invitée, le temps d'un épisode, à rejoindre le jury de l'émission de télé-réalité, Projet haute couture.

### Passage au premier plan et émancipation (depuis 2015)

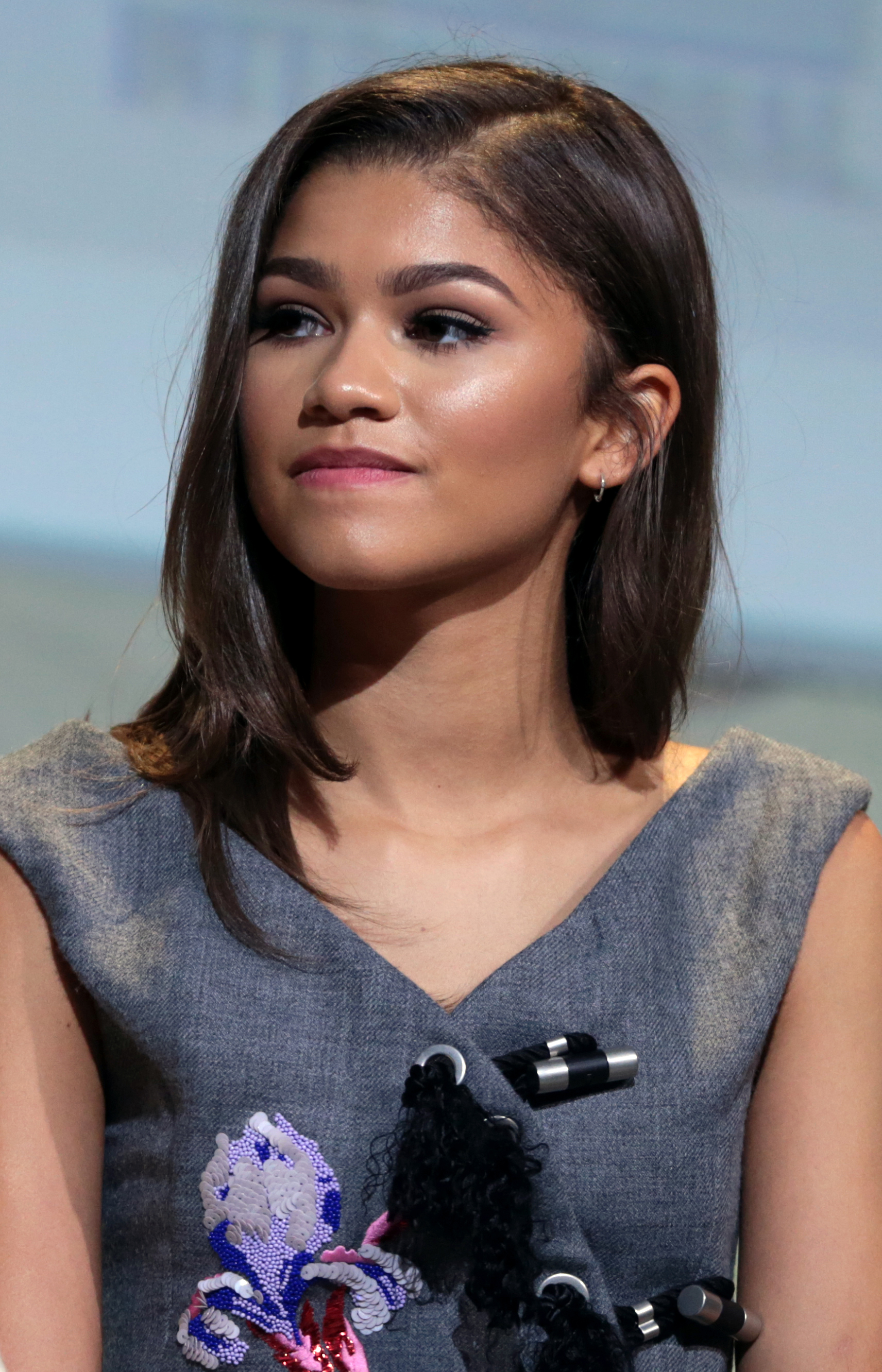
Zendaya, lors de l'édition 2016 de la Comic-Con de San Diego pour la promotion de Spider-Man: Homecoming.

En 2015, elle joue le rôle titre de la série Disney Channel, Agent K.C., dans le rôle de K.C. Cooper, une jeune agent secret de 16 ans, aux côtés de Veronica Dunne, qui interprète Marisa, la meilleure amie de K.C. La même année, elle apparaît dans le clip Bad Blood de Taylor Swift aux côtés de nombreuses célébrités, proches de la chanteuse et elle joue les guest-stars pour la série télévisée saluée par la critique Black-ish.
En juillet 2017, elle travaille pour le cinéma, à l'affiche du blockbuster de super-héros Spider-Man: Homecoming. Pour cette occasion, elle fait la couverture du célèbre magazine Vogue US,. Le film rencontre un large succès au box-office, une suite est alors rapidement annoncée.
Elle obtient la même année un des rôles principaux du film musical intitulé The Greatest Showman, la production est notamment citée pour les Oscars du cinéma.
Elle prête aussi sa voix au film d'animation Yeti & Compagnie et rejoint la distribution de deux thrillers : A White Lie, dont elle est la vedette, et Finest Kind, dans lequel elle donne la réplique à Jake Gyllenhaal.
En 2019, elle apparaît dans la série de science-fiction The OA et elle retrouve le personnage de Michelle Jones en étant à l'affiche de Spider-Man: Far From Home réalisé par Jon Watts. Cette super-production devient le plus gros succès Spider-Man du box-office,.
Côté télévision, en 2019, après l'arrêt d'Agent K.C., elle quitte les productions Disney pour tenir la vedette d'une série HBO produite par le réalisateur Sam Levinson et le rappeur Drake intitulée Euphoria,, avec Storm Reid, Jacob Elordi, Alexa Demie, Sydney Sweeney et Hunter Schafer. La série suit une bande de lycéens plongés dans la drogue, le sexe, la recherche d'identité, l'amour et l'amitié, dans un monde où les réseaux sociaux prennent une place de plus en plus importante.

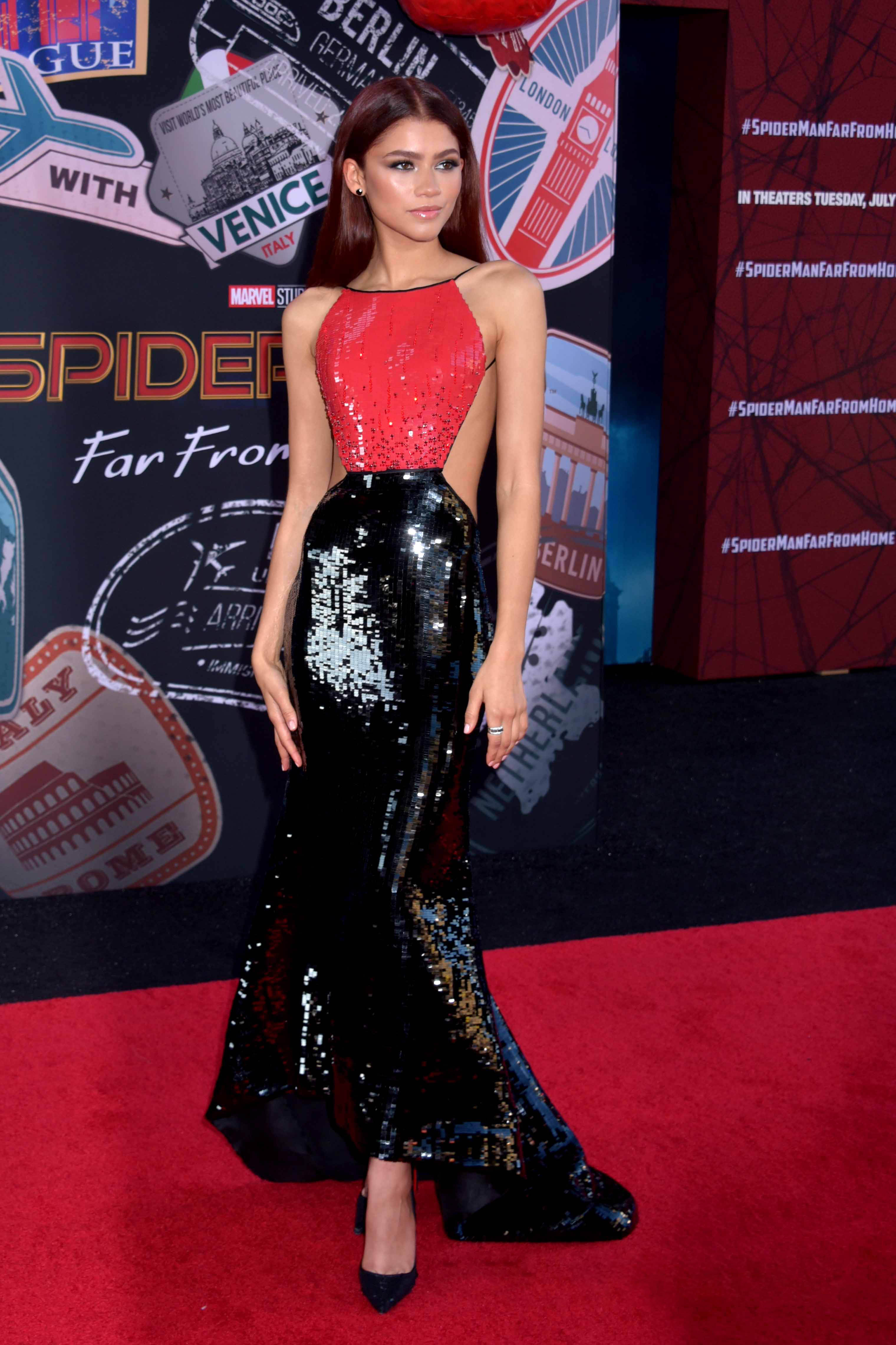
Zendaya à l'avant-première de Spider-Man : Far From Home, en juin 2019.

En février 2019, elle devient égérie pour la marque Lancôme,,. Elle collabore avec Tommy Hilfiger pour une collection de vêtements, Tommy x Zendaya qui exploite les icônes féminines de la pop culture américaine des années 1970 et la diversité. Zendaya fait à nouveau la couverture du Vogue dans son édition du 9 mai 2019.
En 2020, elle est à l'affiche du film de science-fiction Dune, réalisé par Denis Villeneuve et adapté du roman éponyme de Frank Herbert. Elle y joue le personnage de Chani, aux côtés de Timothée Chalamet, Josh Brolin et Rebecca Ferguson. Elle reprend ce rôle dans Dune, deuxième partie, sorti en 2024.
Le 20 septembre 2020, elle devient la plus jeune récipiendaire du Primetime Emmy Award de la meilleure actrice dans une série télévisée dramatique pour son rôle dans Euphoria ainsi que la deuxième actrice Afro-Américaine à recevoir le prix — après Viola Davis en 2014 pour avoir incarné Annalise Keating dans Murder
En 2021, elle reprend à nouveau le rôle de M.J. dans le troisième volet de la saga Spider-Man, Spider-Man: No Way Home, qui devient le plus gros succès au box-office annuel mondial, en quelques jours à peine. Elle y partage pour la troisième fois l'affiche avec Tom Holland, avec qui elle entretient une relation amoureuse.
Zendaya est choisie comme égérie pour représenter la célèbre marque de luxe Valentino. Elle a, depuis 2020, fait plusieurs campagnes et continue régulièrement de représenter l’image de la marque avant de devenir, en 2023, égérie Louis Vuitton.
Le vendredi 11 février 2022, le musée londonien Madame Tussauds dévoile la statue de cire de Zendaya.
En 2024, elle incarne Tashi Duncan, une ancienne joueuse de tennis devenue entraîneuse et au milieu d’un triangle amoureux, dans Challengers de Luca Guadagnino.

### Collaboration
Le 6 juin 2024, Zendaya devient l'ambassadrice de On, spécialisée dans les chaussures de sport et dont Roger Federer est actionnaire depuis 2019.

## Vie privée
Après beaucoup de rumeurs à leur sujet, Zendaya officialise son couple avec l’acteur britannique Tom Holland le 19 novembre 2021, avec qui elle partage l’affiche de Spider-Man: Homecoming, Spider-Man: Far From Home et Spider-Man: No Way Home. En janvier 2025, après la cérémonie des Golden Globes, des médias, dont TMZ, annoncent que Zendaya et Tom Holland se sont fiancés.
Zendaya est végétarienne depuis l'âge de 11 ans, l'étant devenue parce qu'elle aime beaucoup les animaux.

## Engagements
Zendaya est un des modèles de la fierté afro-américaine,. Elle critique le manque de représentation des femmes afro-américaines dans le cinéma américain,, revendiquant clairement son afro-américanité.
Après la 87e cérémonie des Oscars le 22 février 2015, Zendaya fait sensation dans une robe Vivienne Westwood blanche et arborant de longues dreadlocks ramassées sur les côtés, un style rasta qui ne passe pas inaperçu et suscite les critiques de la présentatrice Giuliana Rancic (elle déclare dans l'émission people E! News que la coiffure de sa cadette est inacceptable). Zendaya réagit rapidement en postant un long message sur son compte Instagram,. Par la suite Giuliana Rancic présente des excuses, que Zendaya accepte.
En 2019, Zendaya reprend cette polémique pour dénoncer le racisme envers les Afro-Américains et utilise sa voix et sa renommée à cette fin.

### Soutien à la Palestine
Durant la guerre à Gaza de 2023-2025, elle prend position en faveur de la Palestine sur Instagram.

## Filmographie

### Actrice

#### Cinéma
- 2013 : Les Copains super-héros (Super Buddies) (vidéofilm) : Lollipop (voix)
- 2017 : Spider-Man: Homecoming de Jon Watts : Michelle « MJ » Jones-Watson (en)
- 2017 : The Greatest Showman de Michael Gracey : Anne Wheeler
- 2019 : Spider-Man: Far From Home de Jon Watts : Michelle « MJ » Jones-Watson (en)
- 2021 : Malcolm et Marie (Malcolm & Marie) de Sam Levinson : Marie Jones
- 2021 : Space Jam : Nouvelle ère (Space Jam: A New Legacy) de Malcolm D. Lee : Lola Bunny (voix)
- 2021 : Dune de Denis Villeneuve : Chani
- 2021 : Spider-Man: No Way Home de Jon Watts : Michelle « MJ » Jones-Watson (en)
- 2024 : Dune, deuxième partie (Dune: Part Two) de Denis Villeneuve : Chani
- 2024 : Challengers de Luca Guadagnino : Tashi Donaldson
- 2026 : L'Odyssée (The Odyssey) de Christopher Nolan
- 2026 : Spider-Man: Brand New Day de Destin Daniel Cretton : Michelle « MJ » Jones-Watson (en)

#### Films d'animation
- 2018 : Destination Pékin ! (Duck Duck Goose) de Christopher Jenkins : Chi (voix)
- 2018 : Yéti et Compagnie (Smallfoot) de Karey Kirkpatrick et Jason Reisig : Meechee (voix)

#### Télévision

##### Téléfilms
- 2011 : Clochette et le Tournoi des fées (Pixie Hollow Games) : Fern (voix)
- 2012 : Amiennemies (Frenemies) de Daisy von Scherler Mayer : Halley Brandon
- 2014 : Zapped : Une application d'enfer ! (Zapped) de Peter DeLuise : Zoey Stevens

##### Séries télévisées
- 2010-2013 : Shake It Up : Raquel « Rocky » Blue
- 2011 : Bonne chance Charlie : Raquel « Rocky » Blue (saison 2, épisode 13)
- 2012 : Section Genius : Sequoia Jones (saison 2, épisode 1)
- 2015-2018 : Agent K.C. : K.C. Cooper
- 2015 : Black-ish : Resheida (saison 2, épisode 4)[61]
- 2019 : The OA : Fola (saison 2, 3 épisodes)[62]
- depuis 2019 : Euphoria : Rue Bennett

#### Clips vidéos
Note : Cette liste présente les clips vidéos de Zendaya en tant qu'actrice. Pour la liste de ses clips vidéos en tant que chanteuse voir sa vidéographie.
- 2013 : Like We Grown de Trevor Jackson[63]
- 2015 : Bad Blood de Taylor Swift : Cut Throat
- 2016 : Lemonade de Beyoncé
- 2017 : Versace on the floor[64] de Bruno Mars

### Productrice
Zendaya produit également ses propres clips.

#### Cinéma
- 2021 : Malcolm & Marie de Sam Levinson

#### Télévision
- 2015-2018 : Agent K.C. (K.C. Undercover) (série télévisée) de Corinne Marshall
- 2019-2022 : Euphoria (série télévisée)

### Scénariste
- 2015-2018 : Agent K.C. (K.C. Undercover) (série télévisée) de Corinne Marshall - saison 3, épisode Second Chances

## Discographie
Sauf indication contraire ou complémentaire, les informations mentionnées dans cette section proviennent de la base de données Discogs.

### Album
- 2013 : Zendaya

### EP
- 2012 : Made In Japan avec Bella Thorne

### Singles
- 2011 : Watch Me avec Bella Thorne
- 2011 : Swag It Out
- 2011 : Dig Down Deeper
- 2012 : Something to Dance For avec Bella Thorne
- 2012 : Fashion Is My Kriptonite avec Bella Thorne
- 2013 : Contagious Love avec Bella Thorne
- 2013 : Replay[66]
- 2014 : My Baby
- 2014 : All of Me avec Max
- 2014 : Too Much
- 2015 : Keep It Undercover
- 2015 : Close Up
- 2016 : Something New ft. Chris Brown[67]
- 2016 : Neverland
- 2018 : Wonderful life

#### Divers / Collaborations
- 2012 : The Same Heart avec Bella Thorne
- 2012 : Shake Santa Shake
- 2013 : Beat of My Drum
- 2013 : This Is My Dance Floor avec Bella Thorne
- 2013 : I'm Back
- 2013 : Remember Me
- 2014 : Safe & Sound avec Kina Grannis, Kurt Hugo Schneider et Max Schneider
- 2014 : Too Much
- 2015 : Keep It Undercover
- 2015 : My Jam avec Bobby Brackins et Jeremih
- 2017 : X avec Prince Royce
- 2017 : Rewrite the Stars avec Zac Efron[68]
- 2017 : The Greatest Show avec Hugh Jackman, Zac Efron et The Greatest Showman Ensemble
- 2017 : Come Alive avec Hugh Jackman et The Greatest Showman Ensemble[68]
- 2017 : This Is Me avec Keala Settle et The Greatest Showman Ensemble
- 2019 : All for us avec Labrinth
- 2022 : I’m Tired avec Labrinth pour la série EUPHORIA
- 2022 : Elliot’s Song avec Dominik Fike pour la série EUPHORIA

### Participations

#### Bandes originales
- 2011 : Shake It Up: Dance Dance
- 2012 : Shake It Up: Live 2 Dance
- 2013 : Shake It Up: I Love Dance
- 2017 : The Greatest Showman
- 2018 : Yéti & Compagnie
- 2019 et 2022 : Euphoria

#### Compilations
- 2012 : Disney Channel Holiday Playlist
- 2013 : Holidays Unwrapped
- 2014 : Disney Channel: Play It Loud!

### Tournée
- 2012-2013 : Swag It Out Tour

## Vidéographie
Sauf indication contraire ou complémentaire, les informations mentionnées dans cette section proviennent de la base de données Discogs.

### DVD
- 2012 : Zendaya: Behind the Scenes

### Vidéos musicales
- 2011 : Watch Me avec Bella Thorne
- 2011 : Swag It Out
- 2011 : Dig Down Deeper
- 2012 : Something to Dance For/TTYLXOX Mash-Up avec Bella Thorne
- 2012 : Fashion is my Kryptonite avec Bella Thorne
- 2013 : Contagious Love avec Bella Thorne
- 2013 : Replay
- 2014 : My Baby
- 2014 : Too Much
- 2014 : Safe and Sound avec Kina Grannis, Max Schneider et Kurt Hugo Schneider
- 2014 : All of Me avec Max Schneider et Kurt Hugo Schneider
- 2015 : My Jam avec Bobby Brackins et Jeremih
- 2015 : Close Up
- 2016 : Neverland

## Publication
- 2013 : Between U and Me: How to Rock Your Tween Years with Style and Confidence

## Distinctions

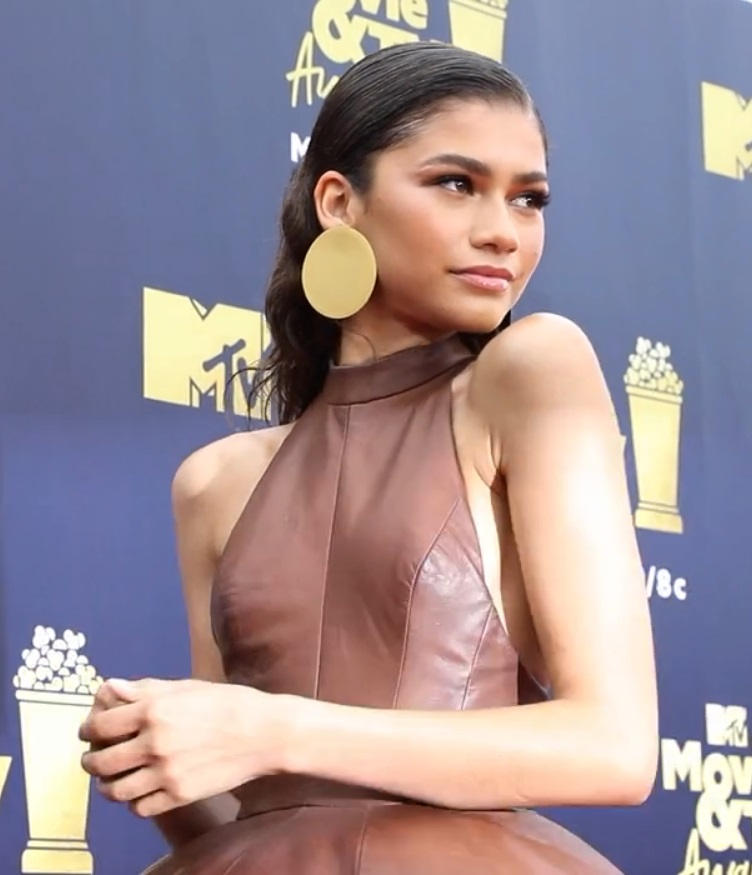
Sur le tapis rouge des MTV Movie & TV Awards 2018.

Sauf indication contraire ou complémentaire, les informations mentionnées dans cette section proviennent de la base de données IMDb.

### Récompenses
- Teen Choice Awards 2014 : icône de style Candie[Quoi ?]
- Radio Disney Music Awards 2015 : meilleur style[70]
- Nickelodeon Kids' Choice Awards 2015 : meilleure actrice de télévision dans une série télévisée comique pour Agent K.C.
- Kids' Choice Awards 2016 : actrice de télévision préférée dans une série télévisée comique pour Agent K.C
- Kids' Choice Awards 2017 : actrice de télévision préférée dans une série télévisée comique pour Agent K.C.
- Teen Choice Awards 2017 : star de l'été pour Spider-Man: Homecoming
- Teen Choice Awards 2018 : actrice dramatique pour The Greatest Showman
- Kids' Choice Awards 2018 :
  - Actrice de cinéma préférée pour Spider-Man: Homecoming pour The Greatest Showman
  - Meilleur duo partagé avec Zac Efron pour The Greatest Showman
- Kids' Choice Awards 2019 : actrice de télévision préférée dans une série télévisée comique pour Agent K.C.
- Teen Choice Awards 2019 : actrice de cinéma de l'été pour Spider-Man: Far From Home
- People's Choice Awards 2019 : actrice de cinéma de l'année pour Spider-Man: Far From Home
- People's Choice Awards 2019 : meilleure actrice dans une série télévisée dramatique de l'année pour Euphoria
- Saturn Awards 2019 : meilleure actrice pour Spider-Man: Far From Home
- Satellite Awards 2019 : meilleure actrice dans une série télévisée dramatique ou une série de genre pour Euphoria
- Primetime Emmy Awards 2020 : meilleure actrice dans une série télévisée dramatique pour Euphoria
- Primetime Emmy Awards 2022 : meilleure actrice dans une série télévisée dramatique pour Euphoria
- Golden Globes 2023 : meilleure actrice dans une série dramatique pour Euphoria

### Nominations
- Saturn Awards 2018 : meilleur(e) jeune acteur ou actrice pour Spider-Man: Homecoming
- Critics' Choice Movie Awards 2020 : meilleure actrice dans une série télévisée dramatique de l'année pour Euphoria
- Golden Globes 2025 : Meilleure actrice dans un film musical pour Challengers

## Voix francophones
En version française, Victoria Grosbois est la voix régulière de Zendaya depuis 2017 dans Spider-Man: Homecoming, Euphoria, Spider-Man: Far From Home, Dune, Spider-Man: No Way Home, Dune, deuxième partie et Challengers.
Cathy Boquet la doubla également à plusieurs reprises dans Shake It Up, Bonne Chance Charlie, Section Genius, Amiennemies, Zapped : Une application d'enfer !, Agent K.C. et Black-ish.
Elle est également doublée par Audrey Sablé dans Clochette et le Tournoi des fées, Angèle dans Space Jam : Nouvelle Ère , Camille Timmerman dans The Greatest Showman, par Zina Khakhoulia et Cerise Calixte dans Destination Pékin !,  par Marie Tirmont dans The OA et par Aurélie Konaté dans Malcolm & Marie.